# Андре, Карл Христофер Георг
Карл Христофер Георг Андре (дат. Carl Christopher Georg Andræ; 14 октября 1812 — 2 февраля 1893) — датский политик и математик.

## Биография
С 1842 по 1854 был профессором математики и механики Национального военного колледжа. В 1853 г. был избран в Академию наук. В следующем году получил пост министра финансов Дании в кабинете Банга. Возглавлял правительство в 1856-1857 годах. 
После отставки оставался на посту министра финансов в кабинете Халля 1858.
Похоронен на кладбище Ассистенс в Копенгагене.

## Система единого переходящего голоса
Андре разработал систему, которая сейчас называется Система единого переходящего голоса, которая применяется во время выборов в Дании с 1855 года. Это было за два года до того как Томас Гейер опубликовал первое описание указанной системы без ссылки на Андре. Последний не приложил никаких усилий для того, чтобы отстоять собственные авторские права.